# كوشاداوية
الكوشادينة (الاسم العلمي: Gentianeae) هي قبيلة من النباتات تتبع الفصيلة الكوشادية من رتبة الكوشاديات.

## التصنيف
- الكوشادينة
  - الكوشاد
- السويرتينة
  - السويرتية
  - الجنطيانيلا أو الكوشاد الصغير